# Lubow Bielakowa
Lubow Borisowna Bielakowa (ros. Любовь Борисовна Белякова; ur. 10 grudnia 1967 w Kusie) – radziecka biathlonistka. W Pucharze Świata zadebiutowała 9 grudnia 1993 roku w Bad Gastein, zajmując 57. miejsce w biegu indywidualnym. W indywidualnych zawodach tego cyklu jeden raz stanęła na podium: 20 stycznia 1994 roku w Anterselvie była druga w biegu indywidualnym. Rozdzieliła tam Francuzkę Anne Briand i Niemkę Uschi Disl. W klasyfikacji generalnej zajęła ostatecznie 14. miejsce. W lutym 1994 roku wystąpiła na igrzyskach olimpijskich w Lillehammer, gdzie zajęła 42. miejsce w sprincie. Nigdy nie wystąpiła na mistrzostwach świata.

## Osiągnięcia

### Igrzyska olimpijskie
| Rok  | Miejscowość | Konkurencje | Konkurencje | Konkurencje | Konkurencje | Konkurencje | Konkurencje | Konkurencje |
| Rok  | Miejscowość | IN          | SP          | PU          | MS          | RL          | MR          | SR          |
| ---- | ----------- | ----------- | ----------- | ----------- | ----------- | ----------- | ----------- | ----------- |
| 1994 | Lillehammer | –           | 42.         | nd.         | nd.         | –           | nd.         | –           |

### Puchar Świata

#### Miejsca w klasyfikacji generalnej
| Sezon     | Miejsce |
| --------- | ------- |
| 1993/1994 | 14.     |

#### Miejsca na podium chronologicznie
| Lp. | Dzień       | Rok  | Miejscowość | Konkurencja                | Lokata | Pudła   | Czas biegu | Strata  | Zwycięzca   |
| --- | ----------- | ---- | ----------- | -------------------------- | ------ | ------- | ---------- | ------- | ----------- |
| 1.  | 20 stycznia | 1994 | Anterselva  | Bieg indywidualny na 15 km | 2.     | 0+0+1+0 | 46:53,5    | +1:43,8 | Anne Briand |